# セバスチアン・スラン
セバスチアン・バークハード・スラン（Sebastian Burkhard Thrun; 1967年5月14日 - ）は、ドイツ出身の教育者、プログラマー、ロボット開発者、そしてコンピュータ科学者である。グーグルの副社長・フェローであり、スタンフォード大学のコンピュータ科学で非常勤研究教授を務めていた。Stanford Artificial Intelligence Laboratory (SAIL)の所長を務めていたが、2012年David StavensとMike Sokolskyともにユーダシティを創立し、科学、技術、工学、数学などの分野の授業を無償で提供することに精力を注いでいる。また、グーグル・グラスを開発したGoogle Xの社長も務める。

## 業績
スランは、2005年度DARPAグランド・チャレンジで勝利した無人自動車スタンレーの開発を率いた。スタンレーはSmithsonian Institution's National Museum of American Historyに展示されている。また、スランの研究チームはジュニアという自動車を開発し、2007年度DARPAアーバン・チャレンジでは二位となった。スランはグーグルの無人自動車の開発も指導している。
スランは、自動地図作成などに応用できるロボットにおける確率的プログラミング技術でも知られている。彼の業績は、39歳のときに選出された全米技術アカデミー、2007年に選出されたGerman Academy of Sciences Leopoldinaとして認められた。2011年、スランはマックス・プランク賞、第一回AAAI Ed Feigenbaum Prizeを受賞した。ファスト・カンパニーは、スランを世界中のビジネスで5番目に最もクリエイティブな人物と選出した。